# Hans Svaning
Hans Svaning, född 1503, död 1584, var en dansk historieskrivare, som inte skall förväxlas med sina dottersöner Hans Jensen Svaning (1600–1676) och Hans Svane (1606–1668).
Svaning, som var av bondesläkt, tog namn efter sin födelseby Svaninge på södra Fyn, studerade först i Köpenhamn och 1529–1539 i Wittenberg. Han blev sedan professor i retorik vid Köpenhamns universitet, var 1541–1552 lärare för prins Fredrik (senare Fredrik II) och blev 1553 kunglig historiograf samt bodde senare till sin död i Ribe, där han var domkapitlets dekan. 
Av hans skrifter utgavs Kong Hans' historie 1560 jämte en motskrift mot den svenske ärkebiskopen Johannes Magnus Historia, men under den äldre författaren Petrus Parvus Rosefontanus namn, och Kristian II:s historie, som är mycket otillfredsställande, först 1658. Svanings huvudverk, en Danmarks historie, förstördes i handskrift vid universitetsbibliotekets brand 1728.